# Clausena pentaphylla
Clausena pentaphylla är en vinruteväxtart som beskrevs av Dc.. Clausena pentaphylla ingår i släktet Clausena och familjen vinruteväxter. Inga underarter finns listade i Catalogue of Life.